# Большеглазый тунец
Большеглазый тунец (лат. Thunnus obesus) — вид морских пелагических лучепёрых рыб из семейства скумбриевых отряда окунеобразных.

## Описание
См. также Особенности физиологии тунцов
Тело веретенообразное, удлинённое, высокое в средней части и резко сужается к хвостовому стеблю. Максимальная длина тела 250 см, а масса —210 кг. Голова и глаза большие, нижняя челюсть выдаётся вперёд. В первом спинном плавнике 13—15 жёстких лучей, а во втором спинном плавнике 13—16 мягких лучей. Между вторым спинным и хвостовым плавниками расположено 8—10 маленьких дополнительных плавничков. В анальном плавнике 11—15 мягких лучей. Между анальным и хвостовым плавниками расположено 7—10 дополнительных плавничков. Хвостовой плавник сильно выемчатый, месяцеобразный. Грудные плавники очень длинные, у молоди достигают начала второго спинного плавника, а у взрослых — несколько короче. Спина тёмно-синего цвета, а брюхо светлое. Первый спинной плавник тёмно-жёлтого цвета, а второй спинной и анальный плавники светло-жёлтые. Дополнительные плавнички ярко-жёлтые с тёмными краями. На первой жаберной дуге 23—31 жаберных тычинок. В боковой линии 190 чешуй. Плавательный пузырь есть. У рыб длиннее 30 см нижняя поверхность печени радиально исчерчена.
Продолжительность жизни большеглазых тунцов варьирует в зависимости от региона и составляет 16 лет в западной Пацифике, 8 лет в Индийском океане и 9 лет в Атлантическом океане.

## Распространение
Встречаются в тропических и субтропических водах Атлантического, Тихого и Индийского океанов при температуре от 13 до 29 °С от поверхности до глубины 300 м. Отсутствуют в Средиземном море. Оптимальные температуры для большеглазых тунцов лежат между 17 и 22 °С. Колебания встречаемости и численности тесно связаны с сезонными и климатическими изменениями температуры поверхностных вод и расположением термоклина. Молодь и мелкие неполовозрелые особи концентрируются ближе к поверхности и образуют стаи, моновидовые или смешанные с другими видами тунцов. Агрегации большеглазых тунцов часто связаны с плавающими в океане объектами.

## Размножение и развитие
Половой зрелости достигают на втором или третьем году жизни. Плодовитость колеблется от 1,5 до 9,0 млн икринок. Икрометание порционное, с интервалом до 1 месяца. Размеры икринок колеблются от 0,7 до 0,9 мм. В восточной части Тихого океана нерест наблюдается между 10° с. ш. и 10° ю. ш. с пиком с апреля по сентябрь в северном полушарии и с января по март в южном полушарии при температуре 27—30 °С. При понижении температуры поверхностных вод ниже 23 °С. интенсивность нереста существенно снижается.
Икра развивается в приповерхностных слоях воды, вылупление личинок наблюдается через 20 дней при температуре выше 23 °С. Длина личинок составляет около 1,5 мм. Годовалые особи большеглазых тунцов достигают длины 60 см, а к концу второго года жизни — 100 см. По сравнению с желтопёрым и полосатым тунцами это более долгоживущий вид (более 15 лет).

## Питание
Основу рациона составляют рыбы, головоногие моллюски и ракообразные. Большое значение в пище этого вида имеют глубоководные и полуглубоководные рыбы — живоглоты, алепизавры, веретенники, гемпиловые, а также кальмары, осьминоги и креветки.

## Взаимодействие с человеком
Ценная промысловая рыба. Светло-серый цвет мяса делает этот вид неподходящим для консервирования. Цвет и вкус крупных особей похож на говядину. Основной рынок сбыта — Япония. Употребляется в основном для сашими. Большеглазые тунцы сильнее накапливают ртуть по сравнению с желтопёрыми, полосатыми и длиннопёрыми тунцами. Популярный объект спортивной рыбалки. Рекордная масса трофейного большеглазого тунца, пойманного в Атлантическом океане составляет 178 кг, а в Тихом — 197 кг.

### Промысловое значение
Промысел ведётся круглый год, в основном ярусами. Мировые уловы большеглазых тунцов в 2004—2013 гг. варьировали от 394,7 до 513,2 тыс. т.
Промышленный промысел большеглазого тунца в Индийском океане начался в 1952 г. и стабильно увеличивался, достигнув пика в 1999 г. В 2000—2009 гг. уловы снизились. Наибольший общий вылов в последнее десятилетие всеми орудиями лова достиг пика в 2002 году и составил 141 тыс. т в 2009 году общий вылов составил 71 тыс. т. Большеглазых тунцов ловят ярусами и кошельковыми неводами. Ярусный промысел ведут Япония, Индонезия, Тайвань и Китай. К настоящему времени кошельковыми неводами добывается основная масса большеглазых тунцов. Подавляющая часть улова кошельковых неводов представлена неполовозрелыми особями весом менее 10 кг. Крупные особи массой свыше 30 кг добываются ярусами. Значительная часть улова большеглазого тунца (до 30 %) добывается в восточной части Индийского океана, в отличие от желтопёрого и полосатого тунцов, промысел которых ведётся в основном в западной части океана. Научный комитет Комиссии по тунцам Индийского океана оценил состояние запасов большеглазого тунца как стабильное.

### Меры по сохранению вида
Гринпис внёс большеглазого тунца в «Красный список продуктов», от употребления которых рекомендовано воздерживаться, чтобы не усугублять вред, наносимый экосистеме. Международный союз охраны природы присвоил виду охранный статус «Уязвимый».